# Haematopota malabarica
Haematopota malabarica är en tvåvingeart som beskrevs av Stone och Philip 1974. Haematopota malabarica ingår i släktet Haematopota och familjen bromsar. Inga underarter finns listade i Catalogue of Life.